# Pano Zodeia
Pano Zodeia (in greco (η) Πάνω Ζώδεια?; in turco Yukarı Bostancı) è un villaggio dell'isola di Cipro, situato a est di Morfou. De iure si trova nel distretto di Nicosia della repubblica di Cipro, de facto, in quello di Güzelyurt della repubblica di Cipro del Nord. Sino al 1974 il villaggio è sempre stato abitato esclusivamente da greco-ciprioti.
Nel 2011 Pano Zodeia aveva 1 495 abitanti.

## Geografia fisica
Pano Zodeia è il villaggio gemello di Kato Zodeia, ed è situato a cinque chilometri a sud-est della città di Morfou/Güzelyurt, e nel mezzo della pianura di Morfou.

## Origini del nome
In greco Zodeia significa "fantasma" o "strega. Nel 1975 i turco-ciprioti hanno cambiato il nome in Yukarı (superiore) Bostancı. Bostancı in turco significa "giardiniere".

## Società

### Evoluzione demografica
Dal censimento ottomano del 1831 fino al 1974, i greco-ciprioti costituivano l'unico gruppo etnico presente nel villaggio. Durante il periodo britannico, la popolazione greco-cipriota del villaggio aumentò significativamente, da 423 abitanti nel 1891 a 1345 nel 1960.
Nell'agosto 1974, tutti i greco-ciprioti del villaggio fuggirono dall'esercito turco che avanzava. Secondo Goodwin, molte delle famiglie sfollate da Zodeia furono reinsediate a Kato Polemidia e Pano Polemidia. Il numero di greco-ciprioti sfollati da Pano Zodeia fu di circa 1.650 (nel 1973 c'erano 1 630 abitanti nel villaggio).
Attualmente il villaggio è abitato principalmente da turco-ciprioti sfollati da Agios Ioannis nel distretto di Paphos. Ci sono anche alcune famiglie provenienti da vari altri villaggi di Paphos e Limassol, tra cui: Episkopi, Asomatos, Malia Silikou e Kantou nel distretto di Limassol; e Kidasi, Tera, Vretsia, Agios Georgios e Gialia/Yayla nel distretto di Paphos. Ci sono anche alcune famiglie dalla Turchia che si sono stabilite nel villaggio nel 1976-77. Durante la stagione della raccolta delle arance, il villaggio ospita anche molti lavoratori agricoli stagionali provenienti dalla Turchia. Essi sono di solito alloggiati in tende o in alloggi prefabbricati che sono eretti appositamente per loro, di solito situati negli aranceti dove lavorano.

## Infrastrutture e trasporti

### Strade
Dal 2005 Pano Zodeia è sede di uno dei sei punti di controllo per transitare attraverso la Linea Verde. Dalla parte greca si trova il paese di Astromeritis.